# جاي غينر
جاي غينر (بالإنجليزية: Jay Gainer)‏ هو لاعب كرة قاعدة أمريكي، ولد في 8 أكتوبر 1966 في بنما سيتي في الولايات المتحدة.

## وصلات خارجية
- جاي غينر على موقعبيزبول رفرنس.كوم (الدوري الرئيسي) (الإنجليزية)